# Refuge de la Pilatte
Le refuge de la Pilatte est un refuge de France situé en Isère, sur la commune de Saint-Christophe-en-Oisans, dans le sud du massif des Écrins, au pied des Bans. Construit en 1954, il est définitivement fermé en 2021 en raison de fissures qui traversent le bâtiment et qui sont provoquées par des mouvements de terrain, eux-mêmes probablement en lien avec la fonte du glacier de la Pilatte qui s'écoule en contrebas.

## Localisation
Ce refuge est bâti au niveau des sources du Vénéon, tout en amont de sa vallée, au centre d'un cirque glaciaire, au pied du mont Gioberney situé au sud-ouest, à une altitude de 2 577 mètres,,. La tête du Cherey et les tours de Boveriat se trouvent au nord-ouest, les pics du Say à l'ouest, les Bans au sud, les pointes des Bœufs Rouges et du Sélé au sud-est, la cime du Coin à l'est, l'Ailefroide et au-delà la Barre des Écrins au nord-est. Au pied du refuge au sud-est s'écoule le glacier de la Pilatte, celui du Says se trouve à l'ouest et celui du Coin à l'est de l'autre côté de la vallée. Le hameau de la Bérarde se trouve en aval, au bout de la route départementale 530, au nord-nord-ouest, à huit kilomètres à vol d'oiseau.
Historiquement, il est accessible à pied depuis la Bérarde en 3 h 15 à 3 h 30 d'ascension le long du Vénéon avec 860 mètres de dénivelé positif sur 9,5 kilomètres de distance. Le sentier balisé s'arrête au refuge mais il est possible d'entreprendre les ascensions du mont Gioberney, de la pointe de la Pilatte, des Bans, de la pointe des Bœufs Rouges, du col du Clot et du col du Sélé en direction de la vallée du torrent d'Ailefroide via le glacier du Sélé. Cependant, depuis l'aggravation des mouvements de terrain, l'accès au refuge est interdit et il est fortement déconseillé de franchir le torrent du Says qui marque la dernière étape de l'ascension jusqu'au refuge sur l'ubac du mont Gioberney.

## Caractéristiques
La capacité du refuge d'été était de 120 couchages et celui d'hiver de 28 couchages. Si le refuge d'été est un grand bâtiment en maçonnerie à étage, le refuge d'hiver est une simple cabane en bois située juste sous le refuge d'été.

## Histoire
Le refuge actuel est construit en 1954. Il est inauguré par l'alpiniste et homme politique français Maurice Herzog.
Au cours du XXe siècle, la fonte du glacier de la Pilatte, vraisemblablement liée au réchauffement climatique, provoque une décompression glaciaire d'une partie des flancs du mont Gioberney. Si dans la décennie 1920, le recul du glacier se déroule à un rythme de 3 à 4 centimètres annuels, celui-ci s'accélère pour atteindre 20 mètres annuels dans la décennie 2010. Dans les années 2020, une masse rocheuse d'environ 400 000 m3 constituant une partie du flanc du mont Gioberney est déstabilisée et se met en mouvement, entraînant avec elle une partie du refuge qui se retrouve par le coup du sort édifié à cheval sur la fissure,. L'apparition — depuis environ 2005 — et l'agrandissement des fissures qui lézardent le bâtiment sont telles que son intégrité structurelle est menacée, entraînant la non ouverture du refuge pour la saison estivale 2021, ; le refuge d'hiver permet toutefois aux randonneurs en détresse d'y trouver un abri temporaire. Finalement, au vu de l'aggravation de la situation au début de la saison estivale 2022 et de son caractère irréversible, la Fédération française des clubs alpins et de montagne (FFCAM) annonce la fermeture totale et définitive des refuges d'été et d'hiver au début de la saison estivale 2022,.

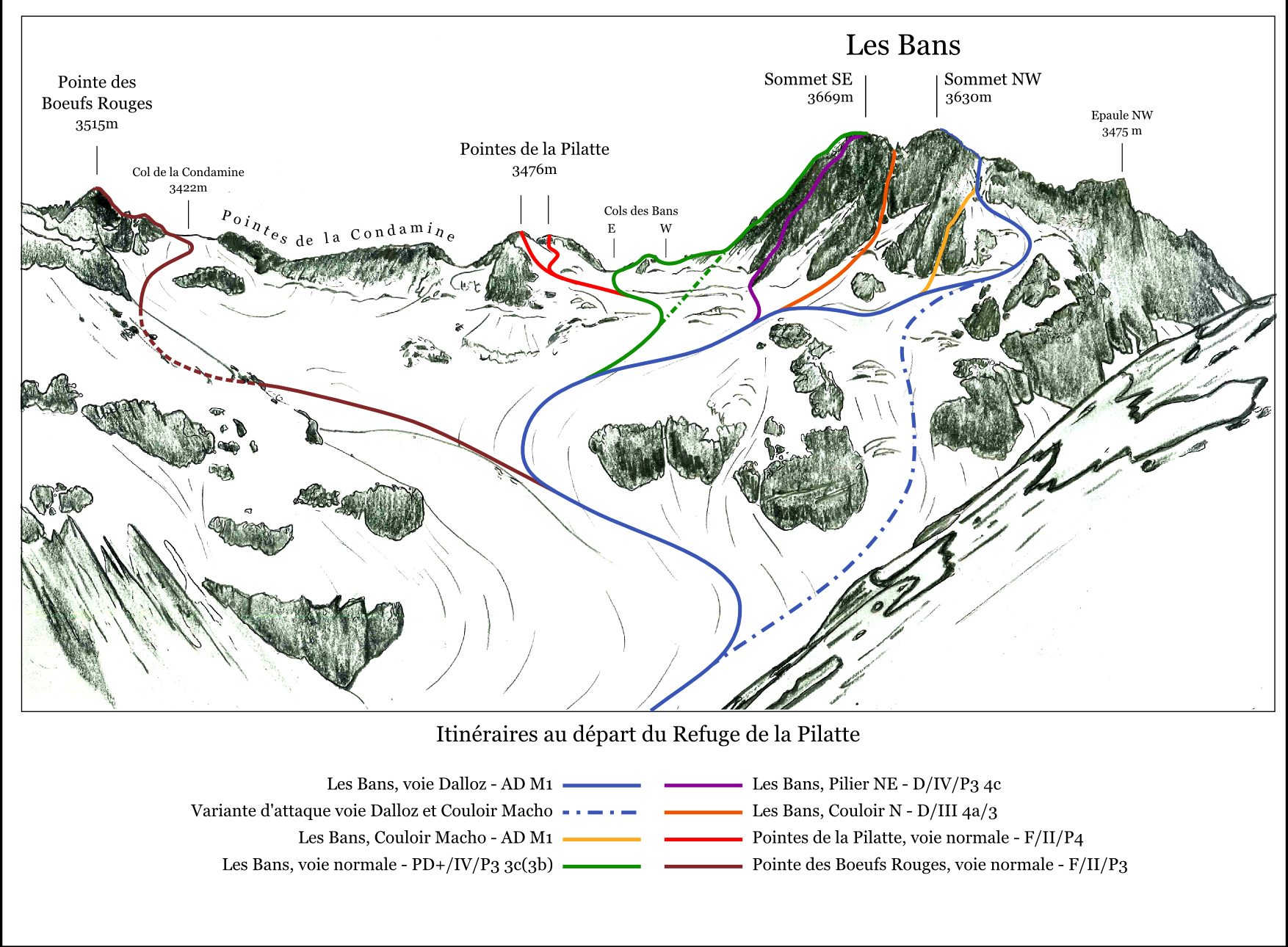
Alpinisme à partir du refuge de la Pilatte.
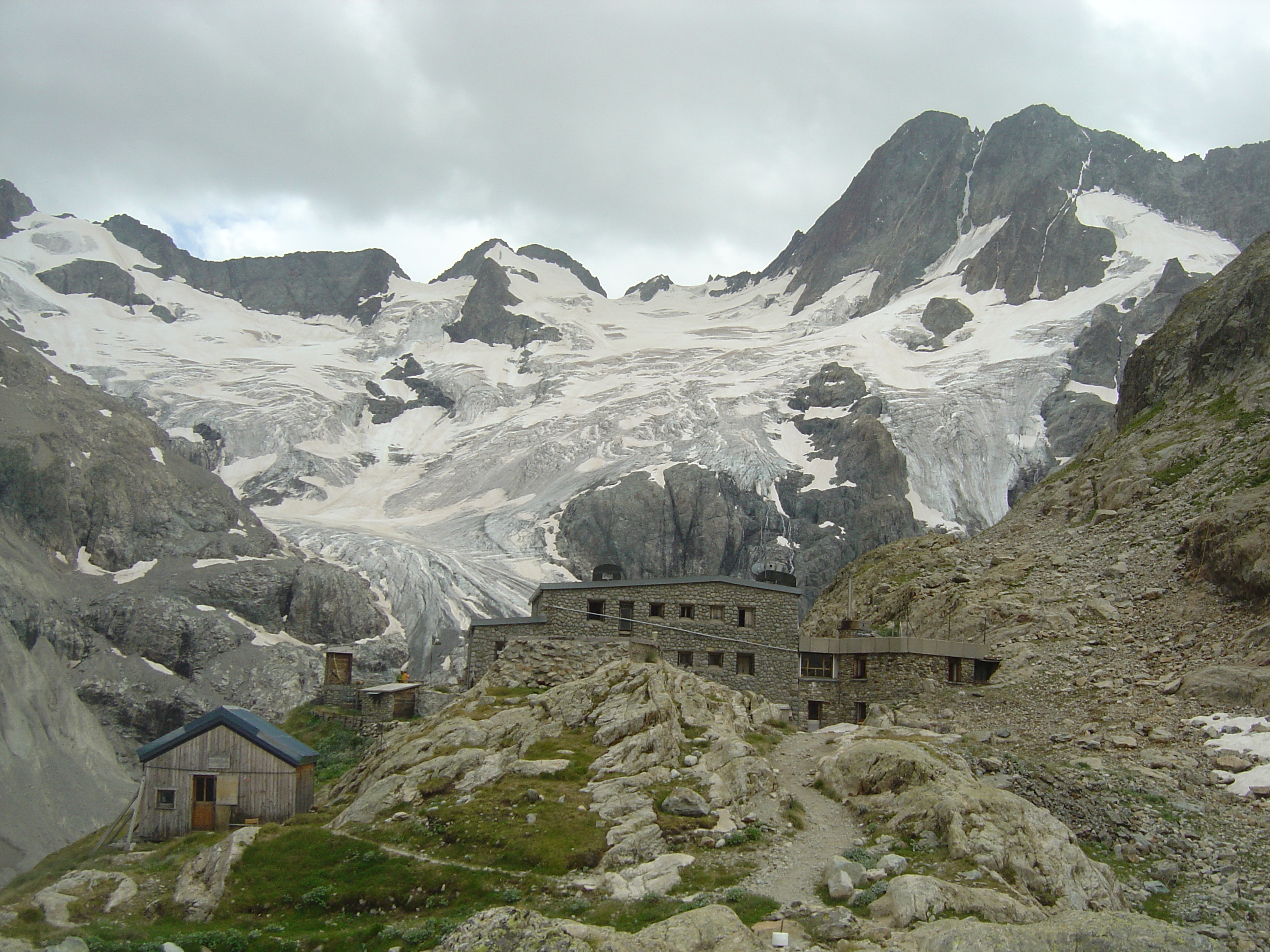
Le refuge de la Pilatte et glaciers.
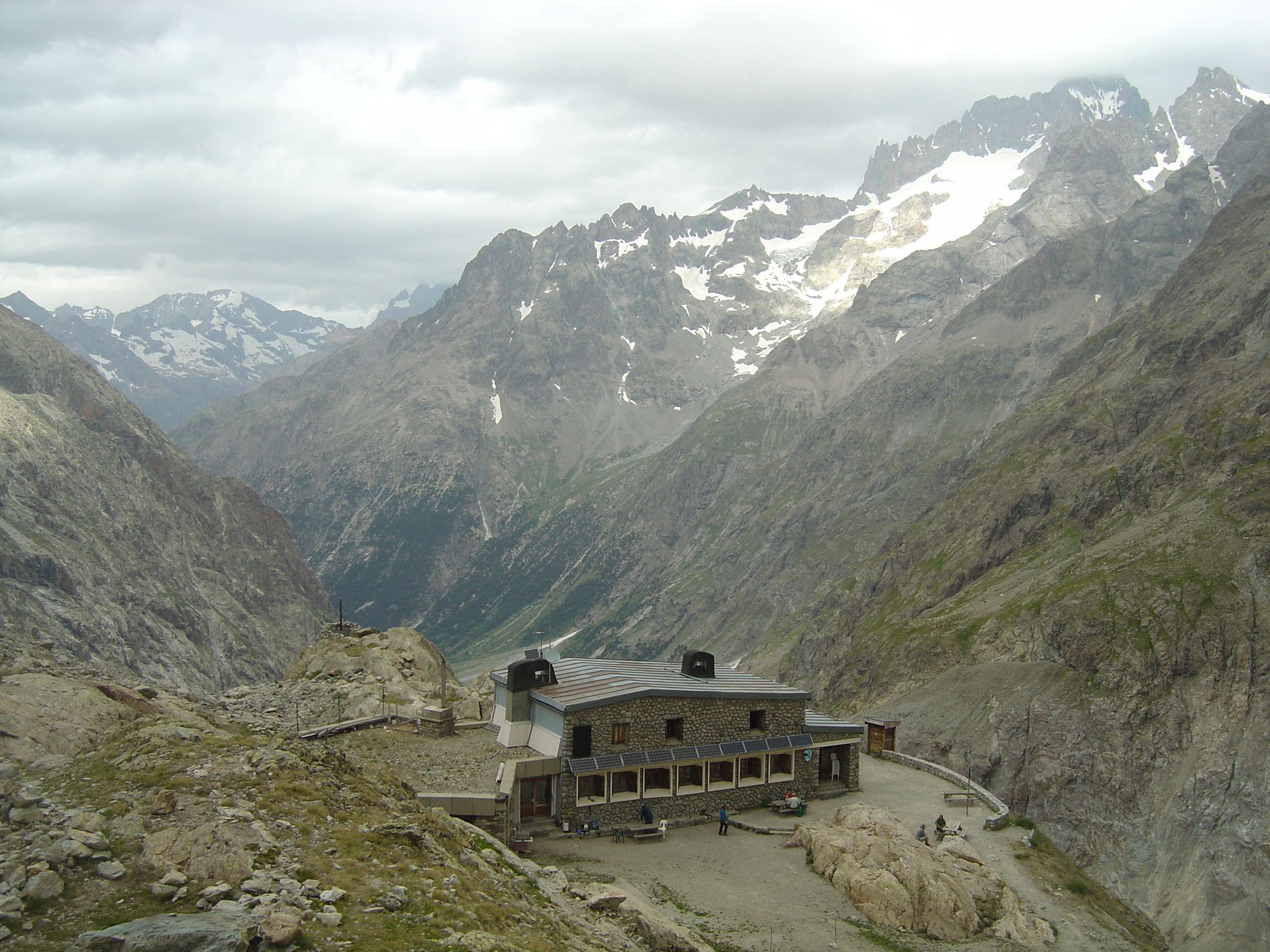
Refuge de la Pilatte.